# Crazy Taxi: Catch a Ride
Crazy Taxi: Catch a Ride ist ein actionlastiges Rennspiel für Game Boy Advance. Es erschien am 8. April 2003 in den Vereinigten Staaten. In Europa kam das Spiel am 1. August 2003 heraus. Es ist Teil der Crazy-Taxi-Spiele.

## Spielprinzip
Das Hauptziel des Spielers ist es, als Taxifahrer so viel Geld wie möglich zu verdienen.  Der Spieler wählt eine von zwei Städten zum Spielen aus, in denen er durch die Stadt manövriert, um Passagiere für sein Taxi zu finden. Der Spieler erhält von den Fahrgästen Geld. Wenn der Spieler Stunts und Sprünge gemacht hat, bekommt er noch mehr Geld. Der Spieler kann aus vier Charakteren wählen, Axel, B.D. Joe, Gena und Gus. Neben dem Hauptspiel stehen auch neun verschiedene Minispiele zum Spielen zur Verfügung.

## Entwicklung und Veröffentlichung
Crazy Taxi: Catch a Ride wurde von Graphic State entwickelt. Das Spiel wurde März 2002 von THQ angekündigt. Graphic State entwickelte eine 3D-Grafik-Engine für das Spiel mit dem Namen „Rush“.  Eine der größten Herausforderungen für Graphic State war die Nachbildung der städtischen Umgebung und des Verkehrs auf den Straßen.  Aufgrund von Lizenzproblemen konnte das Spiel keine Musik oder Marken aus dem Originalspiel verwenden. In den Vereinigten Staaten kam das Spiel am 8. April 2003 raus. In Europa erfolgte die Veröffentlichung am 1. August 2003.

## Rezeption
Crazy Taxi: Catch a Ride erhielt überwiegend unterdurchschnittliche Kritiken. Laut Metacritic bekam das Spiel 48 von 100 Punkten. IGN vergab eine Punktzahl von 6,5 von 10 und bezeichnet das Spiel als lustig, kritisierte aber die blockige Grafik und die ruckelnde Framerate. Chris Hudak von X-Play gab dem Spiel 2 von 5 Punkten und sagte, dass die Umgebung des Spiels leer und langsam sei.